# 山田村 (埼玉県)
山田村(やまだむら)は埼玉県入間郡に存在した村。

## 歴史
村名はかつて存在した山田荘に由来する。

### 沿革
- 1889年（明治22年）4月1日 - 志垂村，中寺山村，下寺山村，福田村，網代村，宿粒村，向小久保村，府川村，石田村，上寺山村が合併して山田村となる。
- 1955年（昭和30年）4月1日 - 川越市に編入され、消滅。

### 村域の変遷
| 1868年 以前 | 1868年 以前 | 1885年 (明治18) | 1889年 (明治22) 4月1日 | 1955年 (昭和30) 4月1日 | 現在   |
| ----------- | ----------- | --------------- | ---------------------- | ---------------------- | ------ |
|             | 志垂村      | 志垂村          | 山田村                 | 川越市 に編入          | 川越市 |
|             | 中寺山村    |                 | 山田村                 | 川越市 に編入          | 川越市 |
|             | 福田村      |                 | 山田村                 | 川越市 に編入          | 川越市 |
|             | 網代村      |                 | 山田村                 | 川越市 に編入          | 川越市 |
|             | 宿粒村      |                 | 山田村                 | 川越市 に編入          | 川越市 |
|             | 下寺山村    |                 | 山田村                 | 川越市 に編入          | 川越市 |
|             | 向小久保村  |                 | 山田村                 | 川越市 に編入          | 川越市 |
|             | 府川村      | 府川村          | 山田村                 | 川越市 に編入          | 川越市 |
|             | 高畑村      | 府川村          | 山田村                 | 川越市 に編入          | 川越市 |
|             | 石田村      |                 | 山田村                 | 川越市 に編入          | 川越市 |
|             | 上寺山村    |                 | 山田村                 | 川越市 に編入          | 川越市 |

## 地域
- 福田(ふくだ)現川越市大字福田。
- 府川(ふかわ)現大字府川。
- 石田(いしだ)現大字石田。
- 上寺山(かみてらやま)現大字上寺山。
- 志垂(しだれ)・網代(あじろ)・宿粒(しゅくりゅう)・向小久保(むかいおくぼ)・中寺山(なかてらやま)・下寺山(しもてらやま)これらの地名は大字山田や大字寺山などに変更され消滅してしまっており、行政地名としては使われていない。

## 参考資料
- 角川日本地名大辞典